# القمة الخليجية 2016 (المنامة)
قمة مجلس التعاون الخليجي 2016 أو القمة الخليجية 37 , عقدت في يومي الثلاثاء والأربعاء 6 -7 ديسمبر 2016 في منطقة الصخير بمملكة البحرين. برئاسة صاحب الجلالة الملك حمد بن عيسى آل خليفة ملك مملكة البحرين , تناولت القمة ملف التدخلات الإيرانية في شؤون دول المنطقة الخليجية، إضافة إلى الأزمتين اليمنية والسورية.

## المشاركين

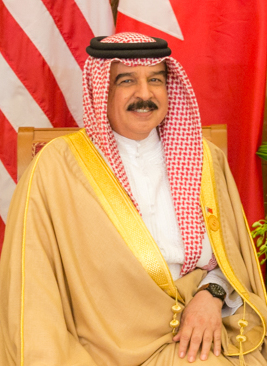
مملكة البحرين صاحب الجلالة الملك حمد بن عيسى آل خليفة ملك مملكة البحرين (رئيس القمة)
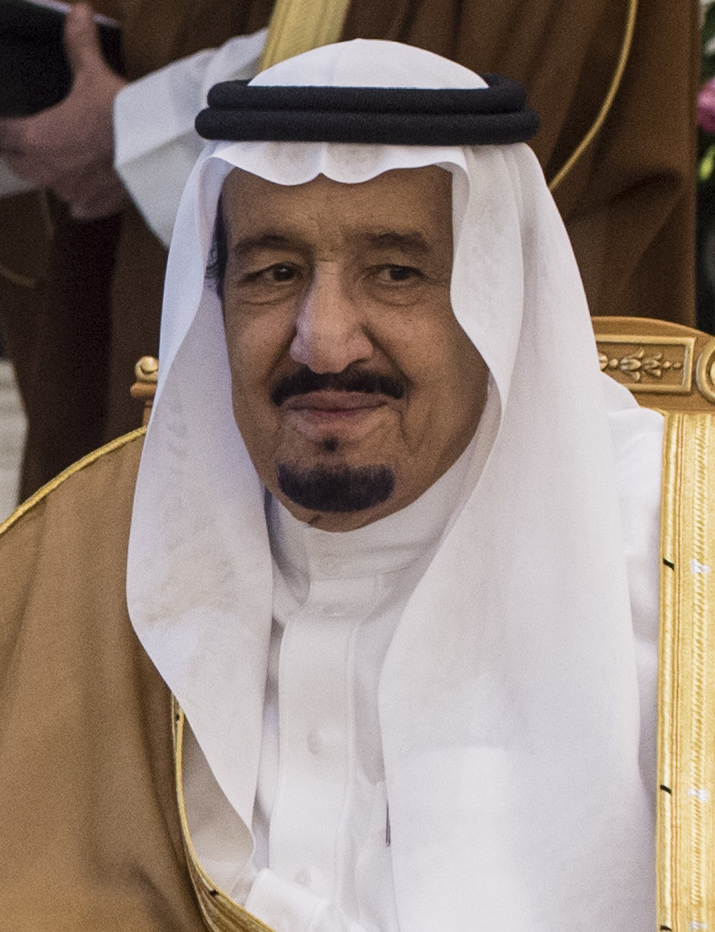
المملكة العربية السعودية خادم الحرمين الشريفين الملك سلمان بن عبدالعزيز آل سعود ملك المملكة العربية السعودية
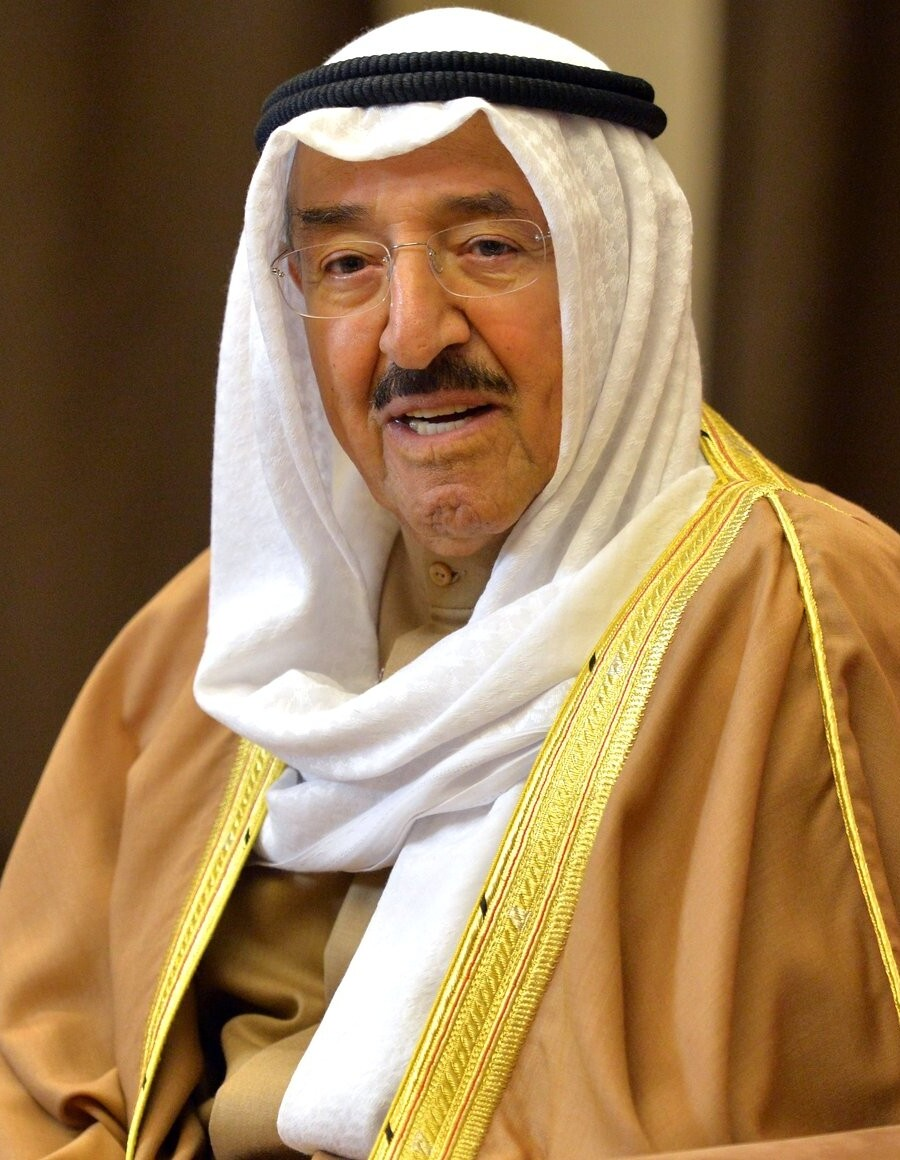
دولة الكويت صاحب السمو الشيخ صباح الأحمد الجابر الصباح أمير دولة الكويت
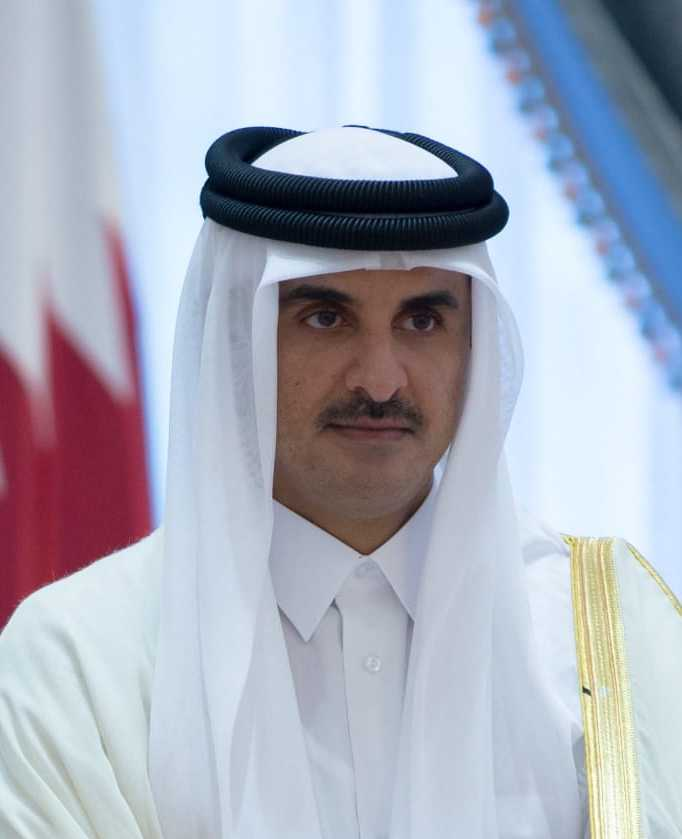
دولة قطر صاحب السمو الشيخ تميم بن حمد آل ثاني أمير دولة قطر
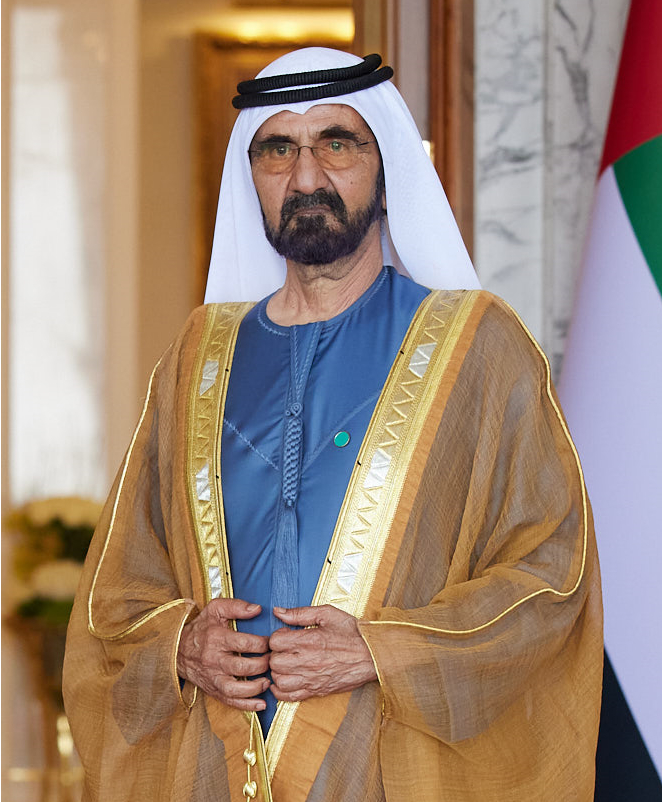
دولة الإمارات العربية المتحدة صاحب السمو الشيخ محمد بن راشد آل مكتوم نائب رئيس الدولة رئيس مجلس الوزراء حاكم دبي
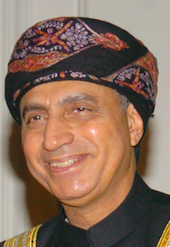
سلطنة عمان صاحب السمو السيد فهد بن محمود آل سعيد نائب رئيس الوزراء لشؤون مجلس الوزراء
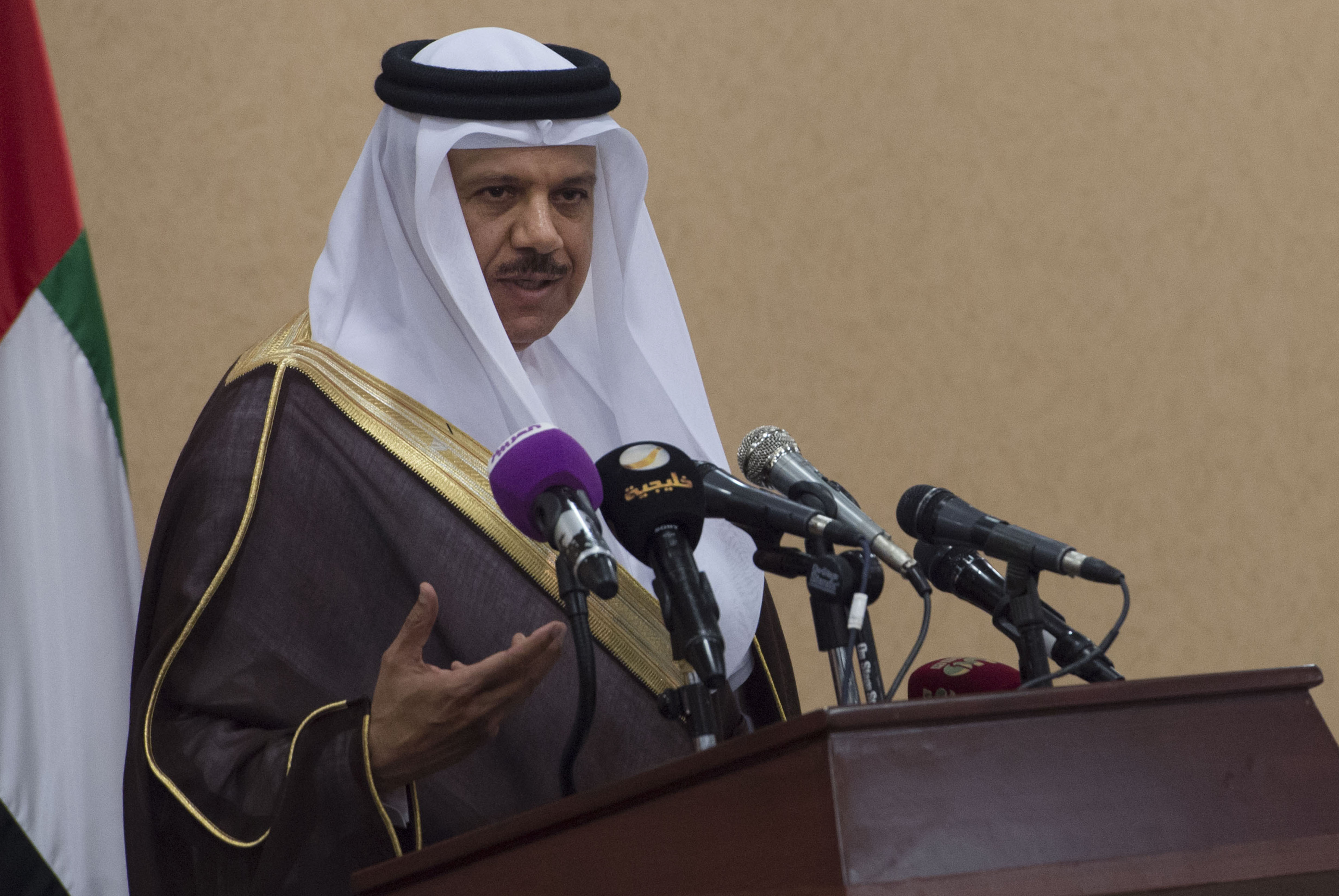
الأمانة العامة لمجلس التعاون الخليجي معالي الدكتور عبداللطيف بن راشد الزياني أمين عام مجلس التعاون لدول الخليج العربية

## وصلات خارجية
- البيان الختامي للدورة السابعة والثلاثين